# Ben (Sänger)

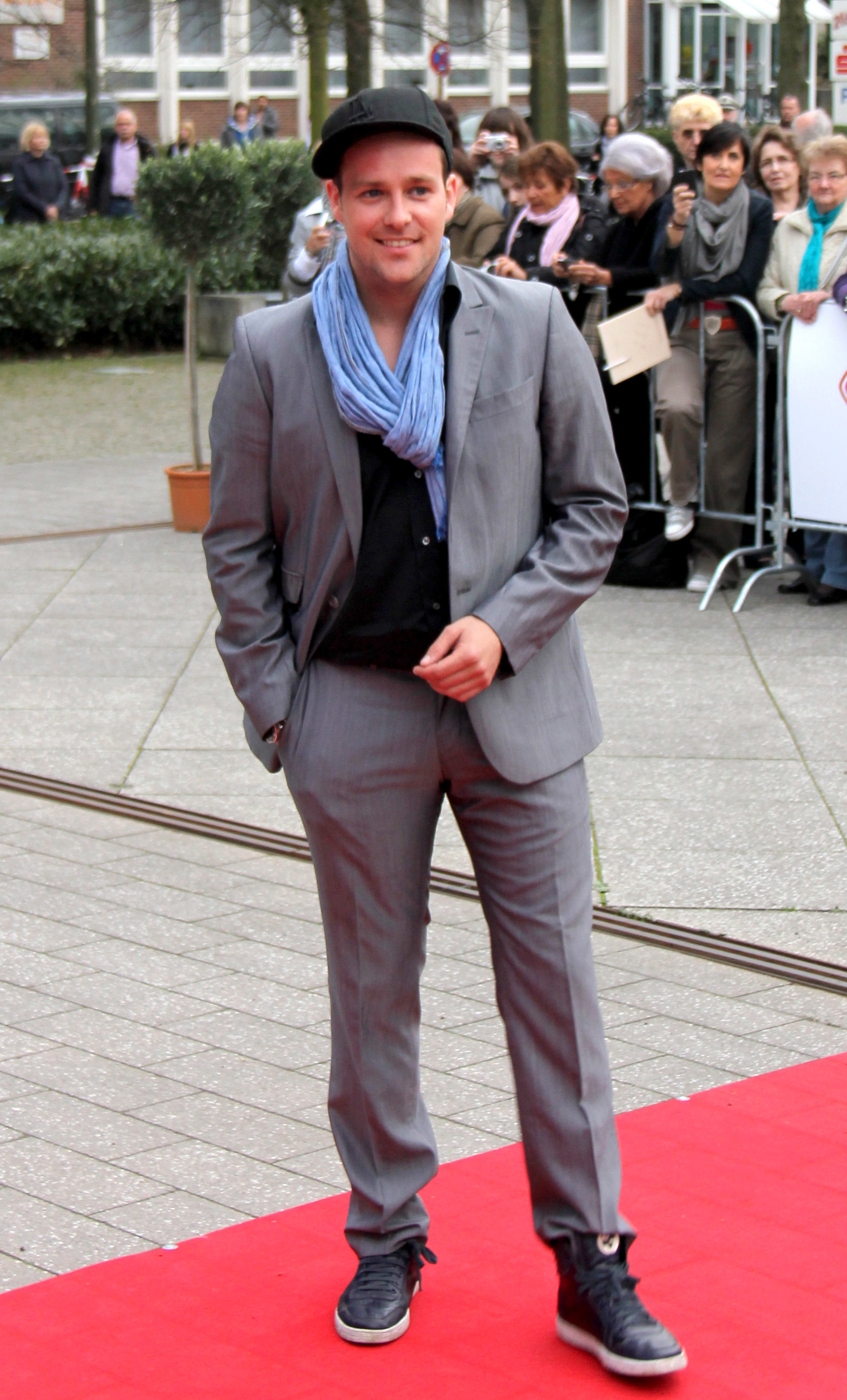
Ben (2011)

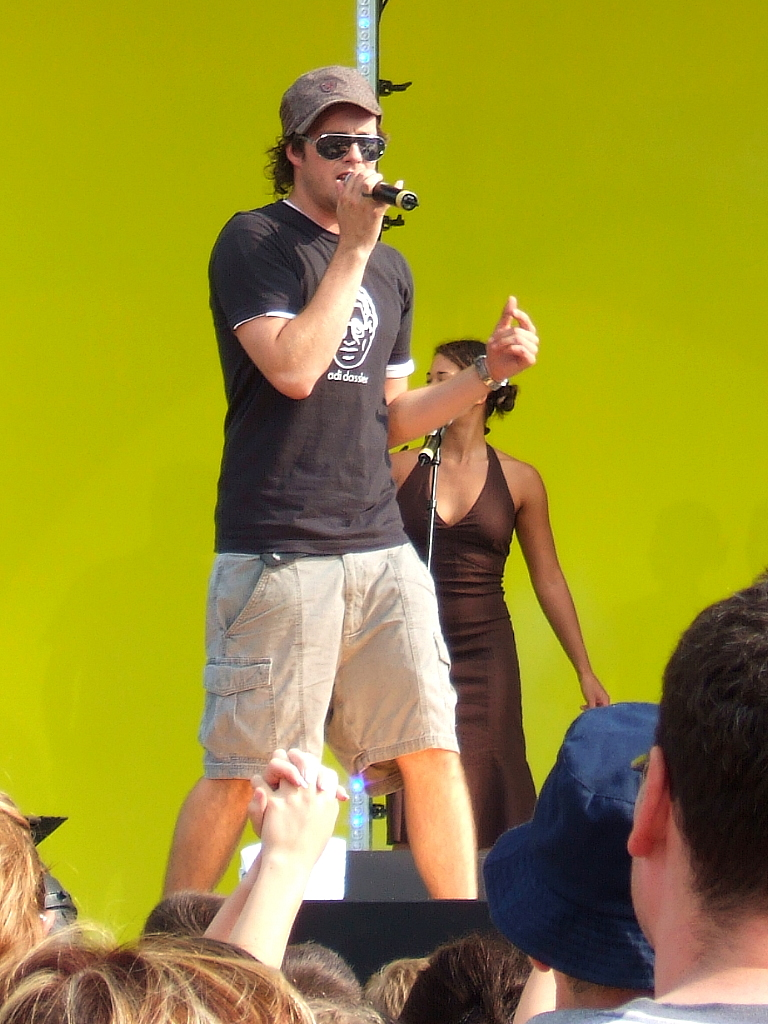
Ben (2006)

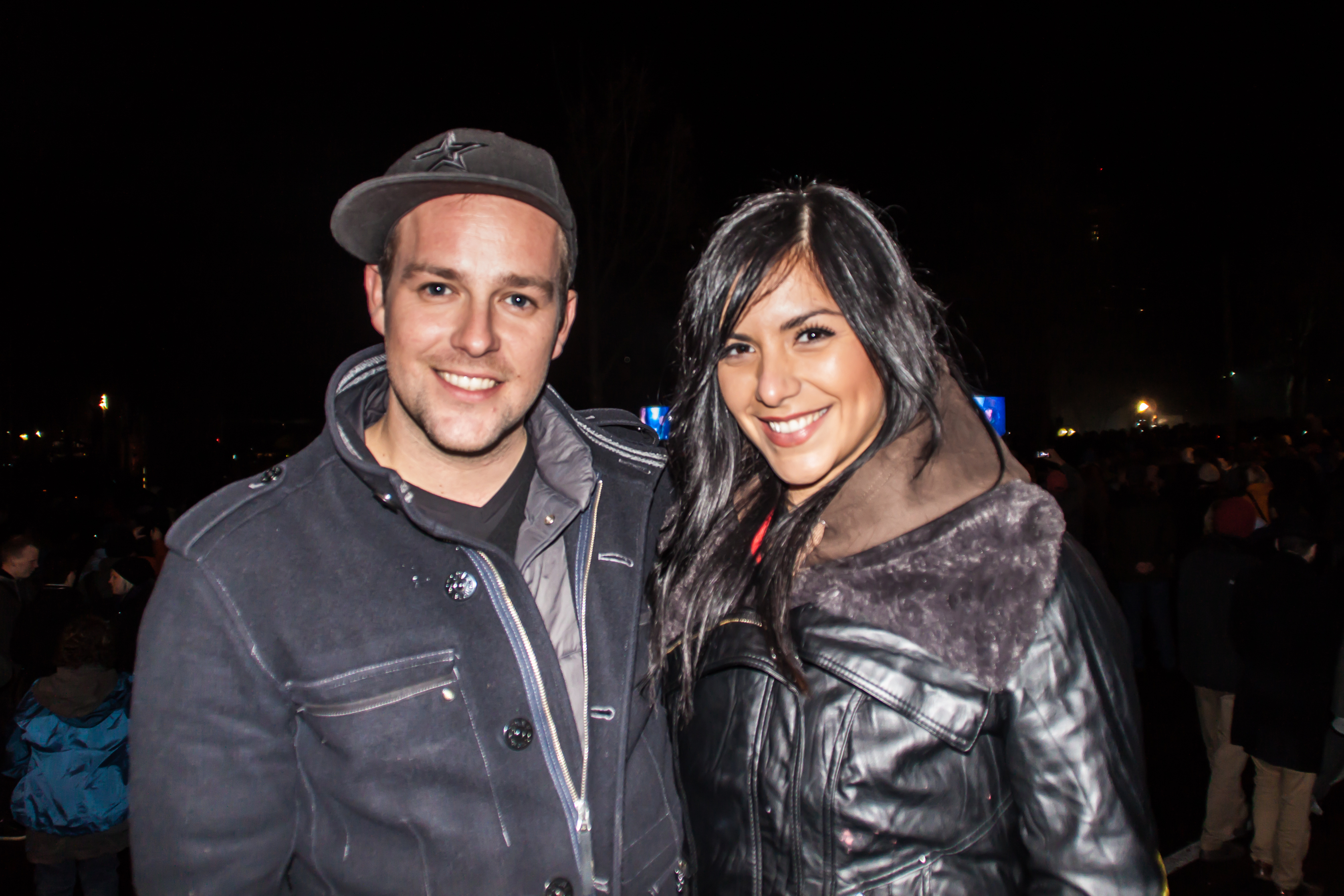
Ben mit Jessica Schöne (2011)

Ben (* 15. Mai 1981 als Bernhard Albrecht Matthias Lasse Blümel in Berlin) ist ein deutscher Popsänger, Fernsehmoderator und Schauspieler.

## Leben
Nach seiner Schulzeit studierte er Gesang, Tanz und Schauspiel. Von April 2006 bis Anfang November 2008 war er mit der dänischen Sängerin Kate Hall verlobt. Er feierte seinen größten Erfolg 2002 mit dem Hit Engel gemeinsam mit der deutschen Sängerin Gim und war bis September 2005 Moderator von The Dome (mit Yvonne Catterfeld) und Toggo Music. Ebenfalls 2005 erschien seine Solo-Single Manchmal. Von November 2005 bis Mitte 2006 moderierte er auf ProSieben die Sendung Bravo TV.
2007 brachte er mit Kate Hall vier Singles heraus mit den Titeln Bedingungslos, Du bist wie Musik, Zwei Herzen und Ich lieb dich immer noch so sehr. Der Song Du bist wie Musik war die deutsche Titelmelodie des Walt-Disney-Films High School Musical 2. Der Song erschien auf dem Soundtrack, war aber nicht im Film zu hören. Bei dem Liedtext handelt es sich um die deutsche Übersetzung des Originalsongs You Are the Music in Me, der im Film von Troy (Zac Efron) und Gabriella (Vanessa Hudgens) gesungen wurde.
In dem Tier- und Naturfilm Der weiße Planet (2006) wirkte Ben als Erzähler mit. 2007 war er in der RTL-Show Let's Dance Tanzpartner der Profitänzerin Christine Deck. Er schied in der 6. Folge aus. Ebenfalls 2007 unterstützte er die Kampagne Vorbilder bilden der Bertelsmann-Stiftung. Hierfür nahm er den Song Einmalig auf, der als Doppel-A-Single auf der CD Bedingungslos erschien.
2008 war er in der RTL-Sketchshow WunderBar zu sehen; außerdem sprach er die Hauptsynchronstimme in dem dänisch-deutschen Animationsfilm Sunshine Barry und die Discowürmer. Seit 2009 moderiert er die Sendung KiKA LIVE auf dem Kinder-Fernsehkanal KiKA; dabei stand ihm von März bis Oktober 2009 Tanja Mairhofer zur Seite, seit Januar 2010 moderiert er zusammen mit Jessica Schöne.
2010 kochte er bei Das perfekte Promi-Dinner gegen die Moderatorin Annabelle Mandeng, das Model Fiona Erdmann und den Schauspieler Jochen Schropp und belegte den ersten Platz. Ben unterstützt Gesicht Zeigen! Für ein weltoffenes Deutschland. Dem Verein, der sich bundesweit gegen Fremdenfeindlichkeit, Rassismus, Antisemitismus und rechtsextreme Gewalt einsetzt, widmete er seinen Song Ich steh’ auf.
2010 hatte er in drei Folgen der Sat.1-Soap Eine wie keine einen Gastauftritt als Rockstar Dirk Rockety. 2012 war er Mitglied der fünfköpfigen deutschen Jury für den Eurovision Song Contest 2012 in Baku. 2013 war er zu Gast bei TV Total, wo er sein eigenes Kochbuch präsentierte. Seit 2017 moderiert er bei ZDFneo die Sendung entweder- oder. Er wurde mit dem McMega Music Award, der Goldenen Stimmgabel und dem Bravo Otto in Silber 2003 ausgezeichnet. 2020 wirkte er verkleidet als „Anubis“ bei der dritten Staffel der ProSieben-Sendung The Masked Singer mit und belegte den vierten Platz. Am 27. März 2024 spielte und sang Ben in Die Passion von RTL in Kassel die Figur des Jesus.

## Diskografie
Studioalben

| Jahr | Titel Musiklabel                        | Höchstplatzierung, Gesamtwochen, AuszeichnungChartplatzierungen (Jahr, Titel, Musiklabel, Platzierungen, Wochen, Auszeichnungen, Anmerkungen) | Höchstplatzierung, Gesamtwochen, AuszeichnungChartplatzierungen (Jahr, Titel, Musiklabel, Platzierungen, Wochen, Auszeichnungen, Anmerkungen) | Höchstplatzierung, Gesamtwochen, AuszeichnungChartplatzierungen (Jahr, Titel, Musiklabel, Platzierungen, Wochen, Auszeichnungen, Anmerkungen) | Anmerkungen                            |
| Jahr | Titel Musiklabel                        | DE | AT | CH | Anmerkungen                            |
| ---- | --------------------------------------- | --- | --- | --- | -------------------------------------- |
| 2002 | Hörproben Das Musiklabel (BMG)          | DE6 (21 Wo.)DE | AT16 (10 Wo.)AT | CH47 (7 Wo.)CH | Erstveröffentlichung: 20. August 2002  |
| 2003 | Leben leben Columbia Records (Sony BMG) | DE34 (4 Wo.)DE | — | — | Erstveröffentlichung: 27. Oktober 2003 |

## Filmografie
Fernsehmoderationen
- 2003–2005: The Dome
- 2004–2005: Toggo Music / Toggo Soundclub
- 2005–2006: Bravo TV
- 2005–2006: Das große ABC der Schlümpfe
- 2005: Toggo Music
- 2007: Ist doch nur Spaß[2]
- 2007: Frei Schnauze XXL (RTL)[3]
- seit 2008: KiKA (diverse Formate)[4]
- 2017: entweder – oder?
- 2019: Matchmakers – heimlich verkuppelt
- 2024: Die Passion (RTL)

Fernsehserien
- 2008: WunderBar
- 2010, 2019: Schloss Einstein

Synchronisation
- 2005: Robots
- 2006: Der weiße Planet
- 2008: Sunshine Barry und die Discowürmer
- 2017: Ferdinand – Geht STIERisch ab!

Kino
- 2015: Rico, Oskar und das Herzgebreche

## Auszeichnungen
Bravo Otto
- 2002: „Silber“ in der Kategorie „Sänger“
- 2005: „Bronze“ in der Kategorie „TV, männlich“

Goldene Stimmgabel
- 2003

McMega Music Award
- 2003